# Луговцев, Николай Иванович
Николай Иванович Луговцев (1917—1944) — лейтенант Рабоче-крестьянской Красной Армии, участник Великой Отечественной войны, Герой Советского Союза (1945).

## Биография
Николай Луговцев родился 26 августа 1917 года в селе Никольское (ныне — Духовницкий район Саратовской области). После окончания начальной школы и курсов трактористов работал по специальности. В 1938 году Луговцев был призван на службу в Рабоче-крестьянскую Красную Армию. Участвовал в боях советско-финской войны. С июня 1941 года — на фронтах Великой Отечественной войны. В 1943 году он окончил курсы усовершенствования командного состава.
К июлю 1944 года лейтенант Николай Луговцев командовал танковой ротой 122-й танковой бригады 1-й ударной армии 3-го Прибалтийского фронта. Участвовал в сражениях на территории Латвийской ССР. 29 июля 1944 года рота Луговцева прорвалась в посёлок Лиепна и приняла активное участие в боях на его улицах, заняв перекрёсток двух шоссейных дорог между Лиепной и Алуксне, уничтожив 15 артиллерийских орудий, 18 автомашин и тягачей, более 200 вражеских солдат и офицеров. В тех боях танк Луговцева был подбит, но, несмотря на возникшее возгорание, танкист продолжал отстреливаться от противника. Когда у него кончились боеприпасы, Луговцев вышел из танка и застрелил из личного оружия 1 офицера и 3 солдат противника, но и сам был убит. Похоронен на воинском кладбище на горе Сприндулю в посёлке Сприндули Лиепнинской волости Латвии.
Указом Президиума Верховного Совета СССР от 24 марта 1945 года за «мужество, отвагу и героизм, проявленные на фронте борьбы с немецкими захватчиками», лейтенант Николай Луговцев посмертно был удостоен высокого звания Героя Советского Союза. Также был награждён орденами Ленина и Красной Звезды.

## Награды
- Орден Красной Звезды (26 января 1943)[2];
- Герой Советского Союза (24 марта 1945, медаль «Золотая Звезда», посмертно)[3];
- Орден Ленина (24 марта 1945, посмертно)[3].

## Память
В честь Луговцева названы улицы в Чапаевске, Сызрани и Безенчуке. В 1975 г. его именем была названа улица в Алуксне, в 1996 г. переименована обратно в улицу Торня.
27 июля 1985 г. в Алуксне на Аллее героев был открыт бронзовый барельеф Луговцеву (скульптор Гайда Грундберга). В 1991 г. памятник демонтирован и ныне находится в экспозиции Алуксненского музея.
В 1975 г. на месте гибели Луговцева на обочине автодороги Лиепна — Алуксне у посёлка Демшас открыт памятный камень. Решением Кабинета Министров Латвии от 14 июля 2022 г. камень утверждён в «Списке демонтируемых прославляющих советский и нацистский режимы объектов на территории Латвийской Республики» со сроком демонтажа до 15 ноября 2022 года.